# Prags Boulevard
Prags Boulevard er en cirka to kilometer lang gade på Amagerbro i København.
Prags Boulevard strækker sig som et parkstrøg fra Amagerbrogade i vest gennem bolig- og industriområder til nær den kunstige ø Prøvestenen i Øresund i øst. Langs gaden har landskabsarkitekten Kristine Jensen i 2000-tallet skabt et park- og aktivitetsområde. På strækningen giver syv stationer med navne som "Haven", "Scenen", "Banen" og "Boxen", mulighed for forskellige aktiviteter. 
Langs gaden er der plantet popler og anlagt græsplæner. En særlig lygtepæl, Prager-lampen, er udviklet til området og opstillet i cirka 100 eksemplarer i gulgrøn neonfarve. Også Prager-stolen, en blågrøn, tung udendørsstol, er fremstillet specielt til boulevardforskønnelsesprojektet, og fordelt til cafeer og boligforeninger i 700 eksemplarer for at gøre området mere tillokkende, individualistisk og uformelt. 
Gaden er opkaldt efter Tjekkiets hovedstad Prag. 
- Strækningen langs Vor Frelsers Kirkegård
- Haven
- Scenen
- Banen
- Boxen
- Enden af parkanlægget ved Strandlodsvej